# Радач
Радач (пол. Radacz, нім. Raddatz) — село в Польщі, у гміні Борне-Суліново Щецинецького повіту Західнопоморського воєводства.
Населення — 423 особи (2011).

## Демографія
Демографічна структура станом на 31 березня 2011 року:
|          | Загалом | Допрацездатний вік | Працездатний вік | Постпрацездатний вік |
| -------- | ------- | ------------------ | ---------------- | -------------------- |
| Чоловіки | 223     | 51                 | 160              | 12                   |
| Жінки    | 200     | 36                 | 129              | 35                   |
| Разом    | 423     | 87                 | 289              | 47                   |